# Gastròlit
Un gastròlit, també anomenat càlcul de l'estómac o pedra de pedrer, és una roca situada a l'interior d'un tracte gastrointestinal.
Els gastròlits d'algunes espècies es conserven al pedrer muscular i s'utilitzen per triturar aliments en animals que no tenen les dents adequades. En altres espècies, les roques s'ingereixen i passen pel sistema digestiu, i sovint es substitueixen. La mida del gra depèn de la mida de l'animal i del paper del gastròlit en la digestió. S'han documentat partícules d'una mida que van des de sorra fins a llambordes.
Entre els vertebrats actuals, ingerir pedres és comú entre ocells herbívors, cocodrils, pinnípedes i alguns cetacis. S'han trobat gastròlits associats a fòssils d'ictiosaures i de dinosaure.
Altres espècies utilitzen gastròlits com a llast.

## Etimologia
La paraula «gastròlit» prové de l'antic grec γαστήρ (gastēr), que significa «estómac», i λίθος (lithos), que significa «pedra».

## Distribució
Entre els vertebrats vius, els gastròlits són comuns entre cocodrils, caimans, ocells herbívors, foques i lleons marins. Les aus domèstiques requereixen accés a la sorra (grit). Les pedres empasades pels estruços poden superar els 10 centímetres de llargada. També s'han trobat microgastròlits aparents en capgrossos de granota. S'ha observat que la ingestió de llim i grava per capgrossos de diverses espècies d'anurs (com la granota) millora el control de la flotabilitat.

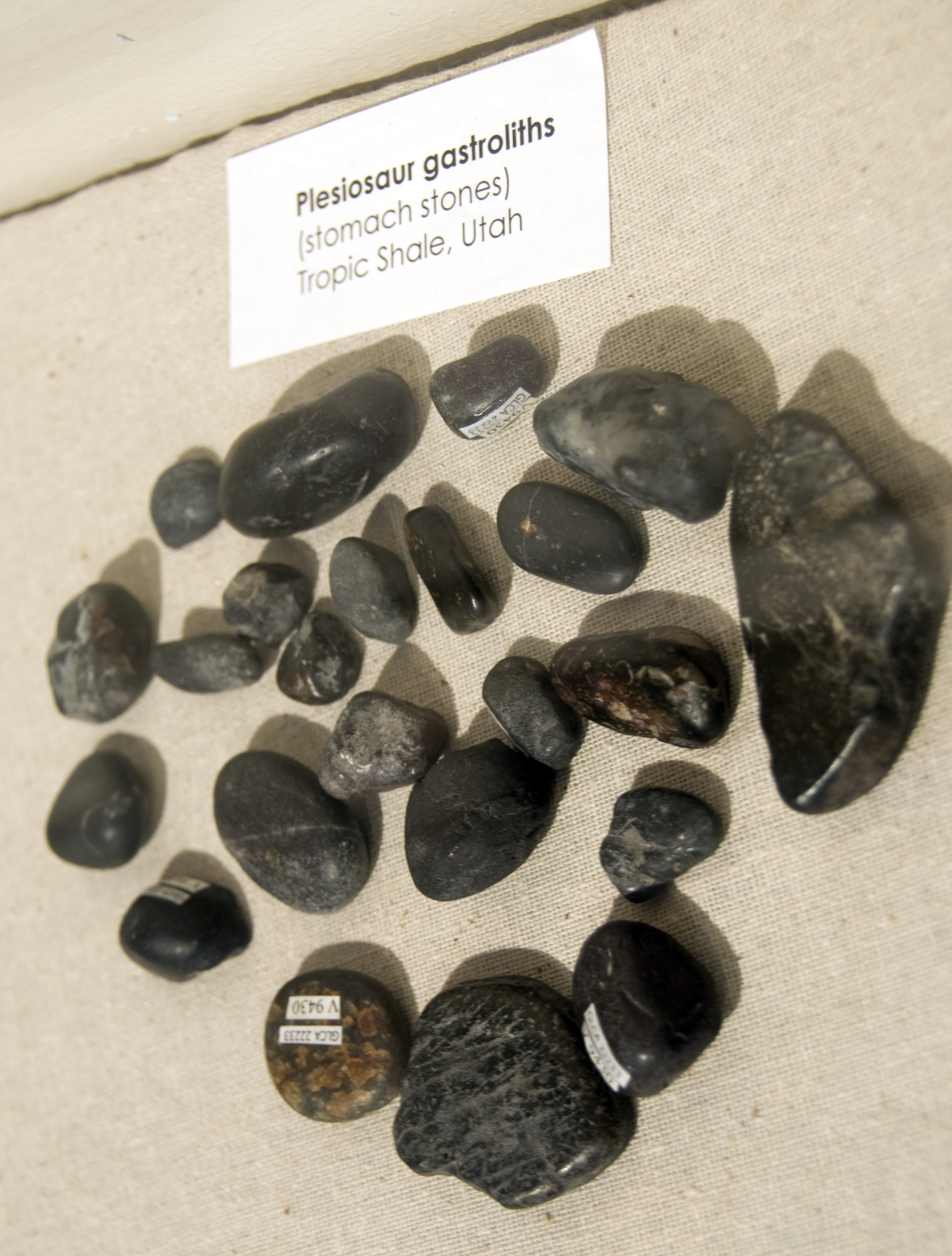
Gastròlits de plesiosaure de Tropic Shale
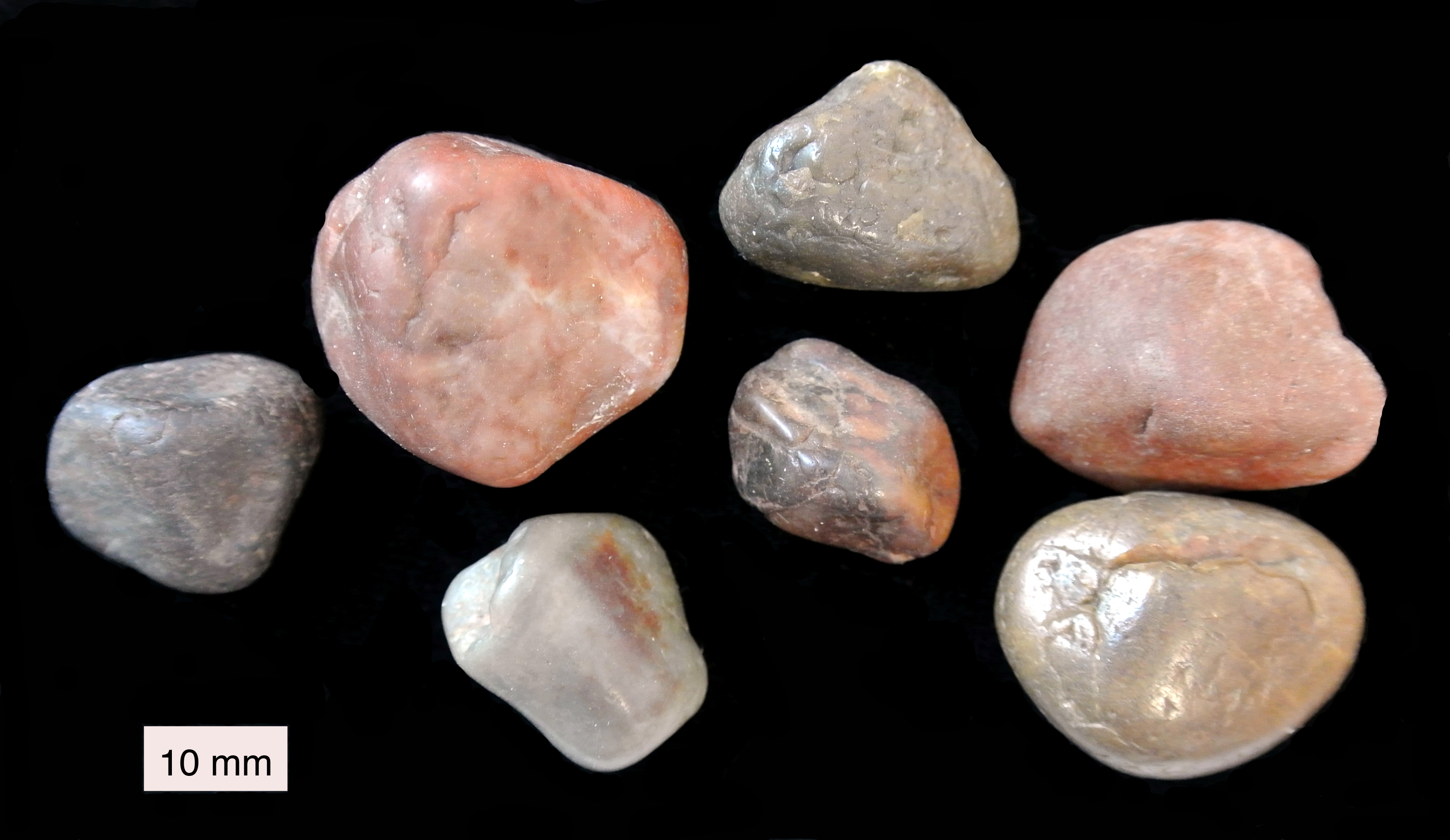
Gastròlits dels estrats juràssics prop de Starr Springs, Utah

Alguns animals extints, com els dinosaures sauròpodes, semblen haver utilitzat pedres per moldre matèria vegetal dura. Un exemple rar d'això és el teròpode del Cretaci inferior Caudipteryx zoui del nord-est de la Xina, que va ser descobert amb una sèrie de petites pedres, interpretades com a gastròlits, a la zona del seu esquelet que s'hauria correspost amb la seva regió abdominal. Els animals aquàtics, com els plesiosaures, poden haver-los utilitzat com a llast, per ajudar a equilibrar-se o per disminuir la seva flotabilitat, com fan els cocodrils. Tot i que alguns gastròlits fòssils són arrodonits i polits, moltes pedres dels ocells vius no estan polides en absolut. Els gastròlits associats a fòssils de dinosaures poden pesar diversos quilograms.

## Paleontologia

### Història i descobriment
L'any 1906, George Reber Weiland va informar de la presència de còdols de quars desgastats i polits associades a les restes de plesiosaures i dinosaures sauròpodes i va interpretar aquestes pedres com a gastrólits.
El 1907, Barnum Brown va trobar grava en estreta associació amb les restes fòssils de l'hadrosaure de bec d'ànec Claosaurus i la va interpretar com a gastròlits. Brown va ser un dels primers paleontòlegs a reconèixer que els dinosaures utilitzaven gastròlits en el seu sistema digestiu per ajudar a triturar els aliments.
Altres paleontòlegs al llarg dels anys no estaven convençuts. El 1932, Friedrich von Huene va trobar pedres en sediments del Triàsic tardà, en associació amb les restes fòssils del prosauròpode Sellosaurus i les va interpretar com a gastròlits. El 1934, a la pedrera Howe, una ubicació fòssil al nord-oest de Wyoming, també es van trobar ossos de dinosaure amb els seus gastròlits associats. El 1942, William Lee Stokes va reconèixer la presència de gastròlits a les restes de dinosaures sauròpodes recuperats dels estrats del Juràssic tardà.

### Identificació

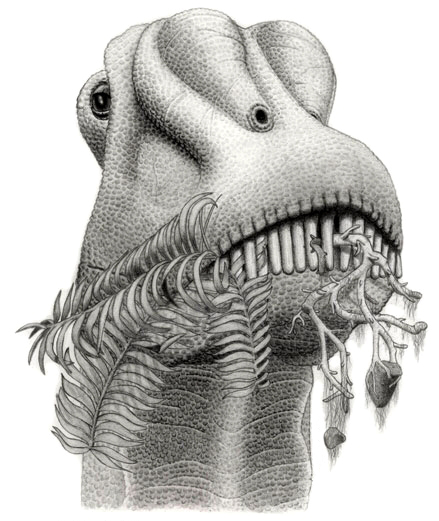
Un diplodòcid que ingereix gastròlits enredats en la vegetació que està consumint

Els geòlegs solen requerir diverses proves abans d'acceptar que una roca va ser utilitzada per un dinosaure per ajudar-ne la digestió:
- En primer lloc, s'hauria d'arrodonir per totes les vores (i algunes estan polides) perquè dins de la pedrer d'un dinosaure qualsevol gastròlit genuí hauria estat actuant amb les altres pedres i materials fibrosos en un procés similar a l'acció d'un polidor.
- En segon lloc, la pedra ha de ser diferent a la roca que es troba al seu voltant geològic, és a dir, al seu context geològic. S'han trobat molts gastròlits en dipòsits de llacs, fangars i pantans de gra fi. Aquests voltants són dipòsits d'aigua tranquil·la i no poden tenir còdols ni llambordes (a diferència d'un riu o platja).
- Oliver Wings també argumenta que la pedra s'ha de trobar amb els fòssils del dinosaure que la va ingerir. És aquest darrer criteri el que provoca problemes en la identificació, ja que les pedres llises trobades sense context es poden descartar (possiblement erròniament en alguns casos) com a polides per l'aigua o el vent.

Christopher H. Whittle ([Whittle 1988, p. 9]) va ser pioner en l'anàlisi del microscopi electrònic d'escaneig dels patrons de desgast dels gastròlits.
Oliver Wings ([Wings 2003]) va trobar que els gastròlits d'estruç es dipositarien fora de l'esquelet si la carcassa es dipositava en un medi aquàtic durant tan sols uns quants dies després de la mort. Conclou que és probable que això sigui cert per a tots els ocells (amb la possible excepció dels moa) a causa dels seus ossos plens d'aire que farien que una carcassa dipositada a l'aigua surés durant el temps que necessita per podrir-se prou per permetre que els gastròlits escapin.
Els gastròlits es poden distingir de les roques arrodonides per rierols o platja per diversos criteris: els gastròlits estan molt polits a les superfícies més altes, amb poc o gens de poliment a les depressions o escletxes, sovint s'assembla molt a la superfície de les dents d'animals gastades. Les roques gastades per rierols o platja, especialment en un entorn d'alt impacte, mostren menys poliment a les superfícies més altes, sovint amb moltes petites fosses o esquerdes en aquestes superfícies més altes. Finalment, els gastròlits molt polits sovint mostren llargues estries microscòpiques, presumiblement causades pel contacte amb l'àcid estomacal. Com que la majoria de gastròlits es van dispersar quan l'animal va morir i molts van entrar en un entorn de rierol o platja, alguns gastròlits mostren una barreja d'aquestes característiques de desgast. Altres, sens dubte, van ser empasats per altres dinosaures i els gastròlits molt polits poden haver estat empasats repetidament.
Cap dels gastròlits examinats en un estudi de 2001 sobre gastròlits de Cedarosaurus tenia la textura «sabonosa» que s'utilitza popularment per distingir els gastròlits d'altres tipus de clast. Els investigadors van descartar l'ús d'una textura sabonosa per identificar els gastròlits com a «poc fiables». Els gastròlits acostumen a ser universalment de color apagat, tot i que els colors representats eren variats, incloent-hi el negre, el marró fosc, el vermell porpra i el blau gris. Valors de reflectància superiors al 50% són molt diagnòstics per identificar gastròlits. Els clasts de platges i rierols tendien a tenir valors de reflectància inferiors al 35%. Menys del 10% dels clasts de platja tenen valors de reflectància entre el 50 i el 80%.
La fotografia núm. 311488 del Museu Americà d'Història Natural mostra un esquelet articulat d'un a Psittacosaurus mongoliensis, de la Formació Ondai Sair, període Cretaci inferior de Mongòlia, que mostra una col·lecció d'uns 40 gastròlits dins de la caixa toràcica, a mig camí entre l'espatlla i la pelvis.

### Distribució geològica

#### Juràssic

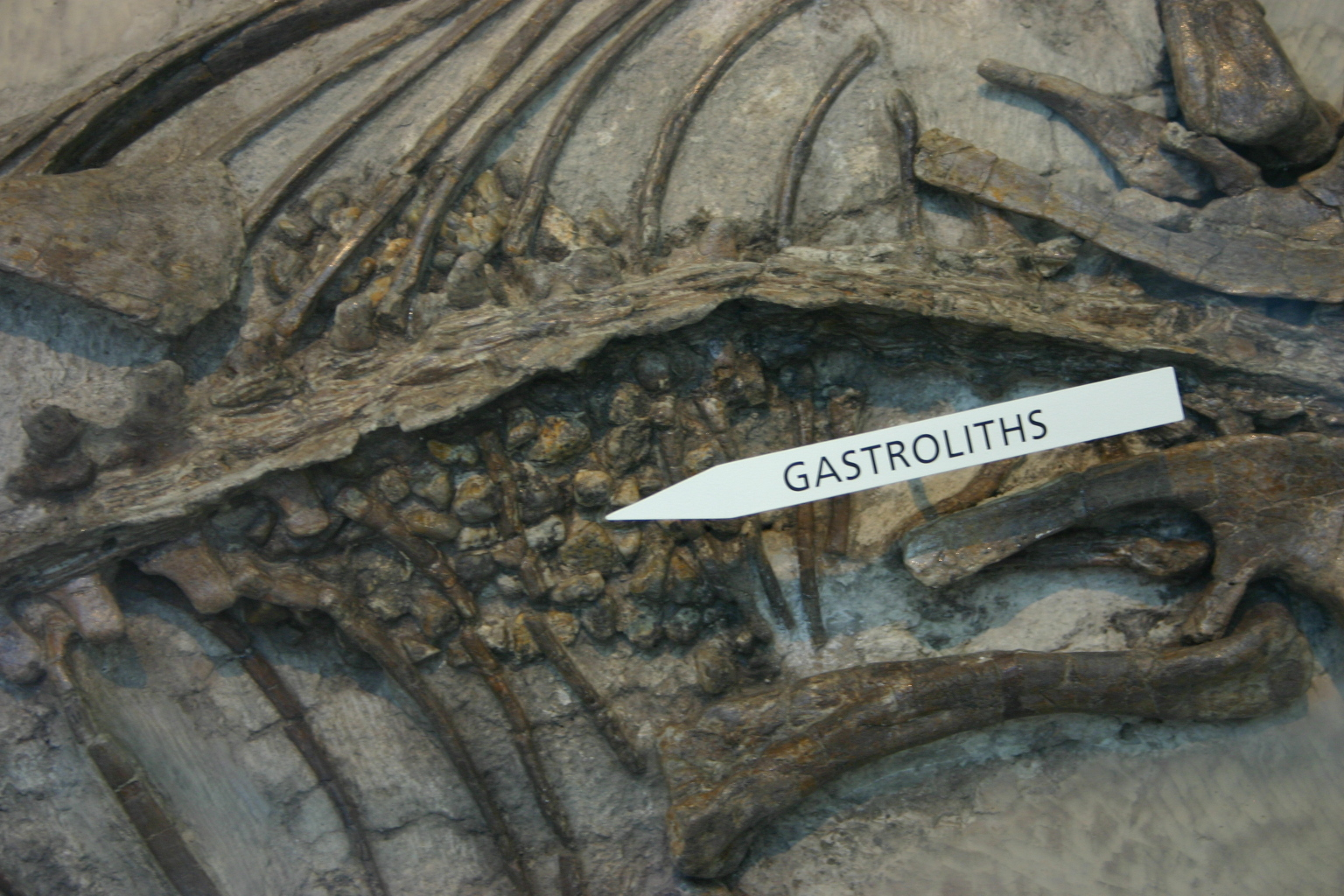
Fòssil de Psittacosaurus amb gastròlits a la regió de l'estómac. Museu Americà d'Història Natural

Els gastròlits de vegades s'han anomenat «pedres de Morrison» perquè sovint es troben a la Formació Morrison (anomenada així per la ciutat de Morrison, a l'oest de Denver, Colorado), una formació del Juràssic tardà d'aproximadament 150 milions d'anys. Alguns gastròlits estan fets de fusta petrificada. Els casos més coneguts de gastròlits sauròpodes conservats provenen d'animals juràssics.

#### Cretaci
La formació de la muntanya Cedar del Cretaci inferior del centre d'Utah està plena de sílex vermell i negre molt polit i altres clasts de quars arrodonits, que poden representar en part gastròlits. Els sílex poden contenir fòssils d'animals antics, com ara coralls. Aquestes pedres no semblen estar associades amb dipòsits de rierols i rarament són de la mida d'un puny, cosa que és coherent amb la idea que són gastròlits.

### Sauròpodes
Els casos més coneguts de gastròlits de sauròpodes conservats provenen d'animals juràssics. Els gastròlits més grans coneguts trobats en associació amb esquelets de sauròpodes fan aproximadament deu centímetres de llargada.

#### Cedarosaurus weiskopfae
L'any 2001 Frank Sanders, Kim Manley i Kenneth Carpenter van publicar un estudi sobre 115 gastròlits descoberts en associació amb un exemplar de Cedarosaurus. Les pedres es van identificar com a gastròlits a partir de la seva estreta distribució espacial, suport parcial de la matriu i una orientació de vora indicativa que es dipositaven mentre la carcassa encara tenia teixit tou. Els seus alts valors de reflectància superficial són consistents amb altres gastròlits de dinosaures coneguts. Gairebé tots els gastròlits de Cedarosaurus es van trobar dins d'un volum d'espai de 0,06 m a la regió intestinal de l'esquelet.
La massa total dels gastròlits era de 7 kg. La majoria tenien un volum inferior a 10 mil·lilitres. El clast menys massiu era de 0,1 grams i el màxim era de 715 grams, i la majoria d'ells es trobaven cap a l'extrem més petit d'aquest rang. Els clasts acostumaven a tenir una forma propera a l'esfèrica, tot i que els exemplars més grans també eren els més irregulars. Els gastròlits més grans van contribuir més a la superfície total del conjunt. Alguns gastròlits eren tan grans i de forma irregular que poden haver estat difícils d'empassar. Els gastròlits estaven composts majoritàriament per sílex, amb alguns clasts de gres, llim i quarsita també inclosos.
Com que alguns dels gastròlits més irregulars també són els més grans, és poc probable que s'hagin ingerit per accident. El Cedarosaurus podria haver trobat que els clasts irregulars eren gastròlits potencials atractius o no eren selectius pel que fa a la forma. Els clasts eren generalment de coloració apagada, cosa que suggereix que el color no era un factor important per a la presa de decisions del sauròpode. L'elevada relació entre superfície i volum dels clasts més grans suggereix que els gastròlits podrien haver trencat el material vegetal ingerit triturant-lo o molent-lo. Els clasts de gres tendeixen a ser fràgils i alguns es van trencar en el procés de recollida. Els gastròlits de pedra sorrenca poden haver-se fet fràgils després de la deposició per la pèrdua de ciment causada per l'entorn químic extern. Si els clasts havien estat tan fràgils mentre l'animal estava viu, probablement es van trencar i van caure al tub digestiu. Si fossin més robusts, podrien haver servit com a part d'un sistema de molí de boles.

### Migració
Els paleontòlegs i els geòlegs estan investigant nous mètodes per identificar gastròlits que s'han trobat desvinculats de restes animals, a causa de la informació important que poden proporcionar, si de fet són traces fòssils. Si es pot verificar la validesa d'aquests gastròlits, pot ser possible rastrejar les roques gastrolítiques fins a la seva àrea d'origen original on el dinosaure es va empassar per primera vegada la roca. Això pot proporcionar informació important sobre com van migrar els dinosaures. Com que el nombre de gastròlits sospitosos és substancial, podrien proporcionar informació i coneixements nous i importants sobre la vida i el comportament dels dinosaures.